# 安·马歇尔
安·马歇尔（英語：Ann Marshall，1957年1月27日—），美国女子游泳运动员。她曾代表美国参加1972年夏季奥林匹克运动会游泳比赛，获得女子200米自由泳第四名。